# 岡田ちほ
岡田 ちほ（おかだ ちほ、1992年〈平成4年〉1月2日 - ）は、日本のタレント、ライター、元アイドルである。女性アイドルグループ虹色スイッチや、プロ野球界初の売り子アイドルマリーンズカンパイガールズのメンバーとして活動し、現在はフリータレント、パチンコや競馬のライターとして活動。愛称はちーたん。東京都出身。身長162cm。愛犬はチワワのアポロくん。

## 経歴

### アイドル時代
2010年から『虹色スイッチ』の黄色担当のメンバーとして活動し、2014年に卒業した。その間日テレジェニック2012候補生として『アイドルの穴〜日テレジェニックを探せ!〜』に出演するも落選している。
2016年2月に千葉ロッテマリーンズとエイベックスの共同プロジェクトである『マリーンズカンパイガールズ』の新メンバーとして活動を再開する。千葉ロッテマリーンズが春季キャンプを行う石垣島にて他の新メンバーと共にお披露目された。
同年、70試合以上の本拠地主催試合でビールの売り子として活動するほかに、ライブ活動やCD発売、テレビや雑誌などのメディア出演など広く活動した。
3月、エイベックスよりマリーンズカンパイガールズのセカンドシングルとして『カンパイ応援歌』を発売する。8月には、TOKYO IDOL FESTIVAL 2016や、デリシャカス2016 GOURMET & SPORTSに出演する。ライブの他にも、マリーンズカンパイガールズとしてファンミーティングを5回開催した。
11月からはSHOWROOMにて、『箱入り♥ちーたん』の配信を開始。
同月にはマリーンズカンパイガールズを卒業することが発表され、同年12月31日をもって卒業した。

### グラビア活動 - パチンコ・競馬ライターとして
2017年1月からは、ソロとしてモデルやグラビアなど、マルチに活動を開始。同年2月には、SHOWROOM内のイベントである、新シャンプー＆トリートメント『DIVINETIME』イメージガールオーディションにて準グランプリを獲得し、公認アンバサダーに就任する。
4月には、日本唐揚協会公認唐揚げ観光大使『鳥マキガールズ』オーディションにて1位を獲得。インテックス大阪で行われた『第8回からあげグランプリ授賞式』に出演。
8月には週刊SPA!グラビアオーディションより選考され、『SPA!doll』メンバーに選出される。さらに、ミスFLASH2018ファイナリストとしてファイナルに進出していたが、グランプリ受賞はならなかった。その後は活動の場を広げマシェバラの競馬バラエティ『ウマバラ』にレギュラー出演している。更に『パチンコ必勝ガイド』見習いライターして連載を行っている。
2018年2月：セカンドDVD『おとなちぃ』が発売され、同年4月12日名古屋競馬にて冠レースが開催された。同年5月には雑誌『BITTR』のおしゃれグラビア掲載、同年9月には雑誌『URECCO』2代目グランプリとなり巻頭グラビアを飾った。
2018年10月：調布FM『甘い言葉で』レギュラーとして出演。同年12月、八王子市を拠点のサッカークラブ 東京都1部リーグ所属 『アローレ八王子』のスペシャルサポーターに就任。
2020年：大分県を拠点にアミューズメント事業を展開する『ルネックスグループ』の応援サポーターに就任。同グループのTVCMに出演の傍ら来店イベント等で直接ファンの方たちと交流を深めている。
2021年、ライターとして記事を執筆している『パチンコ必勝ガイドMAX』にて一年間にわたり掲載されたグラビア人気投票企画『グラバトPRINCESS』で優勝、2022年2月発行の『パチンコ必勝ガイドVENUS』vol.23にてご褒美企画として写真集が作成された。
2022年2月10日、マリーンズカンパイガールズのメンバーでもあり一緒にライブ出演などしている親友の平山美紗樹（現：本間ミサ）と新曲「真冬に咲いた恋」をリリース。同年12月17日と25日、平山と共に初の映像イベント「30cm THEATER」を開催。自主制作ドラマ「ふたりはなかよし」を限定公開。
2023年4月から『netkeiba』の予想家メンバーに加入し競馬予想をスタート。
他の著名な予想家に混じり週末のメインレースを含む10レース程度を予想している。
「騎手の調子」に着目しデータを活用する独自の馬券理論ＣＲジョッキーを駆使し他の予想家とは一味違う馬券予想を展開している。
特に穴狙いには定評があり、的中したレースでは万馬券を連発している。

## CDリリース作品

### 虹色スイッチ時代
1. 恋は急上昇↑↑（2010年8月1日発売）
2. 真夜中のシンデレラ（2010年8月1日発売）
3. 願い星／to sound （2010年11月15日発売、MSSR-1023） - オリコンインディーズチャート4位
4. ときめき列車（2011年1月1日発売）
5. 空とキミとボク／好きになってもいいですか？（2011年3月16日発売、MSSR-1025）、- オリコンインディーズチャート8位
6. Maze（2011年5月28日発売）
7. 和心漸進∞ボクラノ祭／コイノカケラ（2011年8月27日発売、MSSR-1028）
8. にじのうた / LuvSick..xx（2012年9月26日、MSSR-1037／MSSR-2037
9. No control／SUMMER☆LIP（2013年8月28日発売）

### マリーンズカンパイガールズ時代
1. カンパイ応援歌(2016年3月25日発売)

### 岡田ちほ＆平山美紗樹
1. 真冬に咲いた恋 (feat. チョコミント)（2022年2月10日配信開始）
真冬に咲いた恋 - YouTube

## その他の楽曲
- 幸福探偵～野良猫Key～
- dear snow

## 出演

### ドラマ
- ｗii TV「未来は今」

### 映画
- ライトノベルの楽しい書き方 - 高校生役

### バラエティ
- マシェバラ - 競馬バラエティ『ウマバラ』レギュラー出演
- 出没!アド街ック天国 - 街の紹介VTR出演
- パチバラ4 - #13.お試し企画「明日のスターはキミだ！」の1人目ゲスト出演、#26.ゲスト出演（2017年）

### CM
- 高原観光グループCM - メイン
- ルネックスグループCM

### ラジオ
- 調布FM「甘い言葉で。。。」（2018年10月 - ） - レギュラー出演

### 舞台
- 劇団ビタミン大使「ABC」5月公演 ブラザー・リコのjipangu大逆転
- 「もしかも!」～もしかして私達は究極の謎を解いてしまったのかもしれない!?～
- 劇団ビタミン大使「ABC」　入力1のパヴァーヌ（2011年9月27日 - 10月2日、中野ザ・ポケット）
- アリスインプロジェクト×企画演劇集団ボクラ団義「ハイスクールミレニアム」（2011年12月13日 - 18日、池袋シアターKASSAI） - 兜川灯 役（ダブルキャスト、星組）

### PV
- 大槻ケンヂと絶望少女たち「ニート釣り」
- DAISEN「とどけ、君へ」
- monobright「英雄ノヴァ」

### 写真集
- スクールガール

### 雑誌
- 『BITTR』おしゃれグラビア（2018年5月）
- 『URECCO』巻頭グラビア（2018年9月）

### イメージビデオ
- 18歳のヒミツ（2011年2月25日、グラッソ）
- おとなちぃ（2018年2月23日、スパイスビジュアル）

### その他
- Axe WEBプロモーションモデル
- 日テレジェニック2012候補生
- SUGO RQ 2011
- 『アローレ八王子』スペシャルサポーター（2018年12月 - ）